# Gonçalo Salvado
Gonçalo Salvado (Lisboa, 19 de mayo de 1967) es un poeta portugués cuya poesía se centra exclusivamente en lo erótico y en la exaltación del amor sensual. Ha publicado trece libros de poesía y varias antologías de temática amorosa. En 2013, recibió el premio Sophia de Mello Breyner Andresen de la Unión Brasileña de Escritores de Río de Janeiro por su obra poética.